# Dębowiec (Karsin)
Dębowiec (dodatkowa nazwa w j. kaszub. Dãbówc) – osada  wsi Karsin w Polsce, położona w województwie pomorskim, w powiecie kościerskim, w gminie Karsin.
W latach 1975–1998 Dębowiec należał administracyjnie do województwa gdańskiego.
Dębowiec leży na pograniczu Równiny Charzykowskiej i kompleksu leśnego Borów Tucholskich, w pradolinie rzeki Niechwaszcz.